# Всеволожский, Владимир Алексеевич
Влади́мир Алексе́евич Все́воложский (1931—2015) — советский и российский геолог, доктор геолого-минералогических наук (1977). Заведующий кафедрой гидрогеологии МГУ им. М. В. Ломоносова (1988—2009), заслуженный профессор МГУ (2001). Один из основателей (2010) и первый председатель Российского союза гидрогеологов (РосГидроГео).

## Биография
Родился 31 октября 1931 года в Москве («у Грауэрмана») в семье первокурсника Московского механико-технологического техникума. Внук видного революционера-меньшевика и известного микробиолога, правнук автора знаменитых учебников математики, праправнук управляющего Кавказскими Минеральными Водами и первого командира первого боевого парохода в истории российского Военно-Морского Флота.
Перед войной жил в Можайске, где на Центральной военной базе № 67, крупнейшем артиллерийском складе Московского военного округа, служил его отец Алексей Всеволодович, артиллерист-пиротехник, воентехник 1-го ранга. С июля 1941 года в эвакуации (с. Островное Мишкинского района Челябинской области, с осени 1943 — Джамбул). Пропустив несколько лет учёбы, осенью 1945 г. поступил в Джамбуле в школу ФЗО при сахарном заводе. В 1946-47 г.г. семья проживала в Ворошиловске-Уссурийском, по месту службы отца, зам. начальника отдела Управления артиллерийского снабжения штаба Приморского военного округа, гвардии подполковника.
Только в 1950 г., в 18 лет, окончил в Калинине школу-семилетку и поступил на геодезическое отделение Саратовского геологоразведочного техникума, в мае 1951 г., не окончив первого курса, был призван в армию. Служил в Бухте Провидения (чертежник-картограф штаба дивизии), с июля 1953 года в Южно-Сахалинске (диспетчер отдельной автороты штаба военного округа). Во время службы на Чукотке дал предварительное согласие поступать в Сахалинское училище войск связи, для чего командованием ему в поселковом Совете была оформлена справка об окончании восьмого и девятого классов несуществующей «Провиденской вечерней школы рабочей молодёжи».
После демобилизации в 1954 г. жил в Калинине, работал в тресте «Калининстрой», одновременно учился в десятом классе. В 1955 г. окончил вечернюю школу рабочей молодёжи с серебряной медалью и как медалист, отслуживший срочную службу в Вооружённых Силах и сдавший вступительный письменный экзамен по математике на «хорошо», был зачислен на геологический факультет МГУ им. М. В. Ломоносова.
Окончил университет в 1960 году и был распределён в научно-исследовательский сектор (НИС) геологического факультета МГУ. В 1960—1965 г.г. — старший гидрогеолог, начальник отряда, начальник партии Западно-Сибирской экспедиции, начальник Уральской комплексной экспедиции МГУ.
С 1965 г. — ассистент кафедры гидрогеологии МГУ, кандидат геолого-минералогических наук (1966; тема диссертации: «Особенности формирования и региональная оценка подземного стока южной части Западно-Сибирского артезианского бассейна», научный руководитель – проф. Б. И. Куделин); с 1968 г. — старший преподаватель, с 1971 г. — доцент.
Доктор геолого-минералогических наук (1977; тема диссертации: «Формирование подземного стока в артезианских бассейнах платформенного типа»). С 1982 года до конца жизни — профессор кафедры гидрогеологии МГУ им. М. В. Ломоносова.
С мая 1988 г. по сентябрь 2009 г. — заведующий кафедрой гидрогеологии геологического факультета МГУ.
Умер 1 октября 2015 года в Москве; похоронен на Новодевичьем кладбище.

## Научная и педагогическая деятельность
Известный отечественный гидрогеолог, видный специалист в области исследования, оценки и картирования подземного стока, оценки ресурсов, поисков и разведки подземных вод, региональной гидрогеологии. Разработал принципиальную схему стратификации разреза артезианских бассейнов, схему формирования их вертикальной гидродинамической зональности, дал классификацию геофильтрационных сред. «В результате теоретических и региональных исследований им разработана схема формирования подземного стока артезианского бассейна платформенного типа, которая считается классической».
Под руководством В. А. Всеволожского и при его непосредственном активном участии были выполнены масштабные полевые и камеральные исследования по изучению условий формирования и оценке ресурсов подземных вод российского Нечерноземья, Северо-Двинского и Печорского артезианских бассейнов, Тимана, Урала и Предуралья, юга Западной Сибири, а также Болгарии, Венгрии, Восточной Германии, Польши, Румынии, Чехии и Словакии.
Блестящий педагог и методист, ровно полвека преподавал на кафедре гидрогеологии Московского университета. Более 40 лет читал основной курс лекций на геологическом («Общая гидрогеология») и географическом («Основы гидрогеологии») факультетах МГУ им. М. В. Ломоносова, а также курсы «Региональная гидрогеология», «Поиски и разведка подземных вод», «Методы оценки и картирования ресурсов подземных вод», вёл спецкурсы и учебные практики.
Подготовил более 20 кандидатов наук.
Опубликовал целый ряд научных и научно-педагогических работ, в том числе:
- «Ресурсы подземных вод южной части Западно-Сибирской низменности» (1973);
- «Подземный сток и водный баланс платформенных структур» (1983);
- «Основы гидрогеологии» (1991, 2-е изд. — в юбилейной серии МГУ «Классический университетский учебник», 2007);

несколько монографий и учебников в соавторстве, в том числе: «Подземный сток на территории СССР» (1967), «Подземный сток на территории Центральной и Восточной Европы» (1981), «Общая гидрогеология» (1987, 2-е изд. — 2007) и мн. др.;
более 100 статей.
Принимал активное участие в создании уникальных гидрогеологических карт:
- Карта подземного стока СССР (1:2500000, 1967; соавтор).
- Карта подземного стока Нечернозёмной зоны РСФСР (1:1500000, 1974; соавтор, главный редактор).
- Карта подземного стока территории Центральной и Восточной Европы (1:1500000, 1981; соавтор, зам. главного редактора проекта, главный редактор карты) и др.

## Научно-организационная, учебно-методическая и общественная деятельность
С января 1982 г. по июнь 1987 г. — заместитель декана геологического факультета МГУ по учебной работе, с февраля 1987 г. по январь 1988 г. — и. о. декана.
В 1988—2000 г.г. — начальник Учебно-методического управления МГУ им. М. В. Ломоносова, заместитель председателя Учебно-методического объединения (УМО) университетов СССР и России. Поскольку в «автономном» МГУ не была введена предписанная Министерством образования должность проректора по учебно-методической работе, в 1988—1993 г.г. занимал должность заместителя первого проректора, в 1993—2000 г.г. — советника ректора МГУ.
В 1989—2006 г.г. — председатель исполкома, генеральный секретарь Ассоциации университетов СССР (с 1991 — Евразийская Ассоциация университетов).
В мае 2010 года на Всероссийской научной конференции, посвященной 100-летию проф. Б. И. Куделина, был избран председателем оргкомитета Российского Союза гидрогеологов. С 17 декабря 2010 г. — председатель правления общероссийской общественной организации «Российский Союз гидрогеологов» (РосГидроГео); с 1 января 2013 года — почётный председатель РосГидроГео.

## Награды
- Бронзовая медаль ВДНХ (в составе авторского коллектива Карты подземного стока СССР, 1967)
- Медаль «В память 850-летия Москвы» (1997)
- Почётный работник высшего профессионального образования России (1998)
- Медаль «За заслуги в разведке недр»
- Заслуженный профессор МГУ (2001)
- Лауреат Ломоносовской премии (2009).